# Pleasant Grove (Alabama)
Pleasant Grove es una ciudad ubicada en el condado de Jefferson en el estado estadounidense de Alabama. En el censo de 2000, su población era de 9983.

## Demografía
En el 2000 la renta per cápita promedia del hogar era de  52 776 $, y el ingreso promedio para una familia era de 59 132 $. El ingreso per cápita para la localidad era de 20 774 $. Los hombres tenían un ingreso per cápita de 38 544 $ contra 28 519 $ para las mujeres.

## Geografía
Pleasant Grove está situado en 33°29′33″N 86°58′23″O / 33.49250, -86.97306 (33.492400,-86.972927).
Según la Oficina del Censo de los EE. UU., la ciudad tiene un área total de 8.84 millas cuadradas (22.88 km²).